# Kategoria e Parë 1976-1977
La Kategoria e Parë 1976-1977 fu la 38ª edizione della massima serie del campionato albanese di calcio disputata tra il 4 settembre 1976 e il 12 giugno 1977 e conclusa con la vittoria della Dinamo Tirana, al suo dodicesimo titolo e terzo consecutivo.
Capocannoniere del torneo fu Agim Murati (Partizani Tirana) con 12 reti.

## Formula
Le partecipanti furono 12 e disputarono un turno di andata e ritorno per un totale di 22 partite.
Venne poi disputata una seconda fase in cui le squadre furono suddivise in due gruppi: le prime sei giocarono nel gruppo per il titolo mentre le ultime sei nel gruppo per la salvezza. I punti conquistati in questa fase si sommarono a quelli della regular season.
L'ultima classificata retrocedette in Kategoria e Dytë.
Nessuna squadra fu ammessa alle coppe europee.

## Squadre
| Squadra             | Città        | Stadio | Stagione 1975-1976 |
| ------------------- | ------------ | ------ | ------------------ |
| Labinoti            | Elbasan      |        | 8°                 |
| 17 Nëntori          | Tirana       |        | 2°                 |
| KF Partizani Tirana | Tirana       |        | 5°                 |
| Dinamo Tirana       | Tirana       |        | Campione d'Albania |
| Flamurtari          | Valona       |        | 6°                 |
| Besa Kavajë         | Kavajë       |        | 4°                 |
| Vllaznia            | Scutari      |        | 3°                 |
| Traktori            | Lushnjë      |        | 11°                |
| Lokomotiva          | Durazzo      |        | 9°                 |
| Luftëtari           | Argirocastro |        | 10°                |
| Skënderbeu          | Coriza       |        | Kategoria e Dytë   |
| Shkëndija Tirana    | Tirana       |        | 7°                 |

## Classifica prima fase
|  | Pos. | Squadra     | Pt | G  | V  | N  | P  | GF | GS | DR  |
|  | ---- | ----------- | -- | -- | -- | -- | -- | -- | -- | --- |
|  | 1.   | Dinamo      | 28 | 22 | 10 | 8  | 4  | 31 | 16 | +15 |
|  | 2.   | Skënderbeu  | 28 | 22 | 10 | 8  | 4  | 25 | 16 | +9  |
|  | 3.   | Vllaznia    | 27 | 22 | 11 | 5  | 6  | 34 | 23 | +11 |
|  | 4.   | Partizani   | 26 | 22 | 8  | 10 | 4  | 24 | 15 | +9  |
|  | 5.   | Lokomotiva  | 23 | 22 | 7  | 9  | 6  | 20 | 17 | +3  |
|  | 6.   | 17 Nëntori  | 23 | 22 | 10 | 3  | 9  | 21 | 22 | -1  |
|  | 7.   | Traktori    | 23 | 22 | 8  | 7  | 7  | 17 | 21 | -4  |
|  | 8.   | Labinoti    | 20 | 22 | 6  | 8  | 8  | 19 | 19 | 0   |
|  | 9.   | Luftëtari   | 18 | 22 | 6  | 6  | 10 | 19 | 26 | -7  |
|  | 10.  | Flamurtari  | 17 | 22 | 6  | 5  | 11 | 20 | 31 | -11 |
|  | 11.  | Besa Kavajë | 17 | 22 | 4  | 9  | 9  | 12 | 23 | -11 |
|  | 12.  | Shkëndija   | 14 | 22 | 4  | 6  | 12 | 11 | 24 | -13 |

Legenda:

      Ammesso ai play-off
      Ammesso ai play-out
Note:

Due punti a vittoria, uno a pareggio, zero a sconfitta.

## Fase finale
Vennero mantenuti i punti conquistati nella prima fase.

### Play-off
|                    | Pos. | Squadra    | Pt | G  | V  | N  | P  | GF | GS | DR  |
| ------------------ | ---- | ---------- | -- | -- | -- | -- | -- | -- | -- | --- |
| Albania (bandiera) | 1.   | Dinamo     | 44 | 32 | 16 | 12 | 4  | 46 | 24 | +18 |
|                    | 2.   | Skënderbeu | 40 | 32 | 14 | 12 | 6  | 33 | 22 | +11 |
|                    | 3.   | Vllaznia   | 37 | 32 | 15 | 7  | 10 | 48 | 34 | +14 |
|                    | 4.   | Partizani  | 33 | 32 | 10 | 13 | 9  | 32 | 27 | +5  |
|                    | 5.   | 17 Nëntori | 33 | 32 | 14 | 5  | 13 | 31 | 31 | 0   |
|                    | 6.   | Lokomotiva | 28 | 32 | 9  | 10 | 13 | 27 | 33 | -6  |

### Play-out
|  | Pos. | Squadra     | Pt | G  | V | N  | P  | GF | GS | DR  |
|  | ---- | ----------- | -- | -- | - | -- | -- | -- | -- | --- |
|  | 7.   | Luftëtari   | 29 | 32 | 9 | 11 | 12 | 29 | 32 | -3  |
|  | 8.   | Labinoti    | 29 | 32 | 9 | 11 | 12 | 25 | 29 | -4  |
|  | 9.   | Flamurtari  | 29 | 32 | 9 | 11 | 12 | 36 | 41 | -5  |
|  | 10.  | Traktori    | 29 | 32 | 9 | 11 | 12 | 23 | 33 | -10 |
|  | 11.  | Shkëndija   | 27 | 32 | 8 | 11 | 13 | 19 | 29 | -10 |
|  | 12.  | Besa Kavajë | 26 | 32 | 6 | 14 | 12 | 16 | 30 | -14 |

Legenda:

      Campione d'Albania
      Retrocesso in Kategoria e Dytë
Note:

Due punti a vittoria, uno a pareggio, zero a sconfitta.

## Verdetti
- Campione: Dinamo Tirana
- Retrocessa in Kategoria e Dytë: Besa Kavajë